# Головин, Сергей Селиванович
Серге́й Селива́нович Голови́н (1866—1931) — русский советский врач-офтальмолог, доктор медицины, медик, профессор Московского университета.

## Биография
Потомственный дворянин. Родился 14 (26) июля 1866 года в Болхове Орловской губернии.
В 1884 году окончил Орловскую гимназию с серебряной медалью, а в 1889 году — медицинский факультет Московского университета со степенью лекаря; ученик профессора Г. И. Брауна. Некоторое время работал помощником земского врача в Серпуховском уезде Московской губернии. Затем в течение нескольких месяцев занимался под руководством профессора А. Н. Маклакова, к тому времени сменившего Г. И. Брауна в Московской глазной больнице. Был рекомендован Маклаковым в частную лечебницу доктора С. В. Топурия в Кутаиси. В 1892 году Маклаков предложил Головину место ординатора в новой университетской глазной клинике, открывшейся в Клиническом городке на Девичьем поле в Москве.
В 1895 году Головин защитил диссертацию на тему «Офтальмотонометрические исследования», был избран приват-доцентом и в этом же году утверждён в должности старшего ассистента глазной клиники Московского университета. Руководивший в это время клиникой — после смерти Маклакова — профессор А. А. Крюков поручил Головину руководство постройкой отдельного здания амбулатории клиники.
В 1903 году Головин был избран на должность профессора на кафедре офтальмологии Новороссийского университета в Одессе. Открытие кафедры офтальмологии состоялось 25 сентября 1903 года вступительной лекцией Головина «О слепоте в России». При его активном участии в 1905 году при университете была открыта глазная клиника; также им было создано Одесское офтальмологическое общество. Работая в новой клинике, С. С. Головин написал монографию «О слепоте в России» (Одесса: тип. «Техник», 1910. — VIII, 124 с.), а сотрудниками клиники были подготовлены 4 докторские диссертации, в числе которых были диссертации В. П. Филатова (1908) и К. А. Юдина (1910).
В 1911 году Головин переехал в Москву, где был избран на должность главного врача Московской глазной больницы и ординарным профессором Московского университета по кафедре офтальмологии и занимал эти должности до революционных событий 1917 года.
В 1919—1924 годах он — профессор Высшей медицинской школы, а с 1925 года — сверхштатный профессор и заведующий глазной поликлиникой клинической больницы 1-го МГУ, открытой в здании бывшей Ново-Екатерининской больницы.
С. С. Головин опубликовал более 100 научных работ по диагностике и лечению болезней глаз, в том числе работы о распространении слепоты в России, об оперативном лечении пульсирующего пучеглазия, опухолях зрительного нерва, исследованиях субвитальных процессов в изолированном глазу. В 1923 году С. С. Головин завершил свой капитальный труд «Клиническая офтальмология», в 3-х частях.
Головиным была предложены гипотеза аутоцитотоксического происхождения симпатической офтальмии; классификация клинических форм слепоты, учитывающая характер анатомических изменений и этиологические факторы, вызвавшие её; таблица для определения остроты зрения; таблицы перевода показаний глазного тонометра в величины глазного давления; метод определения угла скрытого косоглазия на простом и проекционном периметрах; ретробульбарная диафаноскопия. Он разработал ряд операций; впервые с успехом осуществил такое сложное вмешательство, как перекручивание верхней глазничной вены при аневризме кавернозного синуса. Его исследования показали значение кровеносных сосудов в регуляции внутриглазного давления, а в нарушении их реакций позволили увидеть причину глаукомы.
Умер 28 апреля 1931 года от сильного сердечного приступа. Похоронен на Дорогомиловском кладбище, после закрытия последнего прах был перенесен на Новодевичье кладбище (уч. 1 ряд 11).
С. С. Головин был почётным членом Немецкого и Французского офтальмологических обществ.